# Louise Stratenus
Louise Antoinette Stratenus  (Zeist, 3 augustus 1852 – Princenhage, 20 maart 1908) was een Nederlandse schrijfster van minstens vijftig romans, ze publiceerde onder meer dan veertig verschillende pseudoniemen.

## Jeugd
Stratenus werd geboren in een adellijk, Nederlands Hervormd gezin. Na haar werden er nog drie zusjes geboren. Stratenus’ vader overleed op jonge leeftijd na een ongeluk met een rijtuig. Door haar stiefvader, die bij het leger werkte, reisde ze veel en woonde ze op verschillende plekken. Ze vertaalde op zevenjarige leeftijd het kinderboek L'île colibri en stuurde op twaalfjarige leeftijd een zelfgeschreven toneelstuk in vijf bedrijven naar een uitgever waarna zij een aanmoedigingsbrief van hen ontving.

## Werk
Stratenus stond bekend om haar productiviteit. Tussen 1876 en 1905 publiceerde ze meer dan vijftig zelfstandige titels. Naast eigen werk vertaalde Stratenus ook, er zijn minstens tien titels van haar hand bekend. Ze werkte onder meer dan veertig verschillende pseudoniemen voor  verscheidene tijdschriften. Daarnaast was ze onder andere hoofdredacteur van het tijdschrift Vrouwenbibliotheek. Pseudoniemen die Stratenus gebruikte zijn onder andere: 
- Meta von Zweimarck
- Claudius
- Ella
- Gravin Valist
- Hero
- Louise
- Paul Meertens
- Prinses Elsa
- Paul Wilders
- Yerta

## Prijzen
Stratenus viel meerdere keren in de prijzen. Zo kreeg ze in 1877 een prijs voor haar Franstalige gedicht Histoire d'une plume. Ook haar roman Wraak (1881) werd bekroond evenals haar inzending voor een nieuw Nederlands volkslied.

## Privé
Een ruzie tussen de twee families zorgde er voor dat haar huwelijk met Charles baron van der Borch van Verwolde werd afgeblazen. Stratenus overleed op 55-jarige leeftijd vanwege een hersentumor.

## Media
Nannie van Berkum schreef het boek Louise Stratenus, een schrijvende freule dat in 2018 uitkwam. 
Verder wordt ze genoemd in de volgende boeken:
- H.H. Roëll, Het geslacht Stratenus, De Nederlandsche Leeuw 20 (1902) kol. 81-88, 144.
- Jan Bervoets, Een platonische verhouding in de negentiende eeuw: Alexander Ver Huell en Louise Stratenus
- Arnhem de Genoeglijkste 18 (1988) 154-172. Thera Boon-Corthals, Toon van Miert en Frans Wetzels red.
- Louise Stratenus 1852-1908. Een negentiende-eeuwse schrijfster in de ban van het pseudoniem (Breda 1992).
- Harry G.M. Prick, In de zekerheid van eigen heerlijkheid. Het leven van Lodewijk van Deyssel tot 1890 (Amsterdam 1997).

- Biografisch Portaal: 84164384
- Digitale Bibliotheek voor de Nederlandse Letteren: stra018
- Gemeinsame Normdatei: 1351124374
- International Standard Name Identifier: 0000 0003 9328 9159
- Library of Congress Control Number: no2012136913
- Nederlandse Thesaurus van Auteursnamen: 070175314
- Virtual International Authority File: 287472810